# Gnamptodon brevis
Gnamptodon brevis är en stekelart som först beskrevs av Van Achterberg 1983.  Gnamptodon brevis ingår i släktet Gnamptodon och familjen bracksteklar. Inga underarter finns listade i Catalogue of Life.